# Monopol
Monopol je starogrški pojem in izraz. Sestavljata ga besedi- μονος -monos- (eno-edino)+ πωλεïν-polein- (prodajam).

## Definicija
V ekonomiji monopol predstavlja razmere na trgu, ko edini ponudnik prodaja blago ali storitev, ki nima nadomestila (naravni monopol), ali ko ponudnika ščitijo pravne omejitve (legalni monopol). 
Naravni monopoli nastanejo, ko je ponudnik edini proizvodnik določenega blaga ali lastnik edinega kraja, patenta ali formule, iz katerih proizvodnja izhaja. Tudi v primeru, ko proizvodni stroški upadajo sorazmerno z razvojem postopka, je govora o naravnem monopolu, ker že sama cena blaga (vedno nižja) narekuje prodajo (vedno večjo). Posebna vrsta naravnega monopola je državni monopol, ko država prevzame vso proizvodnjo določenega blaga. V vseh treh primerih določa končno ceno blaga ali usluge monopolist, torej edini proizvajalec, lastnik vira, država.
Legalni monopol nastane, ko država z zakonom zaščiti neko proizvodnjo, kar se predvsem doseže z oviranjem proste konkurence (na primer z davki na uvoz ali z oprostitvijo davkov posameznim kategorijam), kar občutno zniža ceno proizvodnje. Končna cena blaga ali usluge je razmerje med ponudbo in povpraševanjem, kjer je ponudba še vedno dovoljena vsem, a povpraševanje se seveda omeji na cenejše blago, kar s časom odpravi konkurenco.
Klasična definicija monopola določa torej samo dva pogoja, edinega ponudnika in nobene alternative. Če je pojem edinega ponudnika na splošno jasen, nastanejo pomisleki pri pojmu alternativnosti. Nadomestilo ali alternativa pomeni blago, s katerim je moč zadostiti splošnemu tržnemu povpraševanju, ne specifičnemu. Na primer tržnemu povpraševanju po Coca Coli se lahko zadosti tudi s ponudbo Kokte; če ni mercedesov, se kupec lahko obrne na Audija. V tem primeru sta Coca Cola in Mercedes specifično povpraševanje določene znamke splošnega blaga (pijače oziroma avtomobila), torej nista monopolista, ker obstaja alternativa. Toda avtoceste in železnice so monopol, saj ni izbire med raznimi avtocestami ali med raznimi vrstami železnic. Veliki tehnični sistemi večkrat postanejo edini kupci določenega blaga ali izdelkov, takrat se na trgu pojavi nova situacija- edini kupec ali monopson.
V sklopu globalnega gospodarstva je definicija monopola nekoliko drugačna. Teoretična razlika naj bi bila edino med prostim monopolom in prisilnim monopolom. Prosti monopol je idealna posledica kvalitete blaga, ki se je spontano uveljavilo na tržišču samo zaradi svojih boljših lastnosti. Prisilni monopol pa nastane v vseh primerih, ko se blago uveljavi nad konkurenco s kršitvijo pravil svobodnega tržišča. Vendar se ta teorija težko usklaja s praktičnimi primeri (Microsoft), ker prav pravila svobodnega tržišča še niso dokončno določena, na primer v zvezi z reklamo.

## Nastanek multinacionalk
Lahko se zgodi, da monopolist razširi delovanje izven svojega področja, predvsem s stvaritvijo sorodnih proizvodenj. Tako na primer podjetje, ki proizvaja  stroje, odpre proizvodnjo plastičnih predmetov, ker želi sam pridelovati plastične dele za svoje stroje; nato, ker se že bavi s plastiko, odpre tovarno plastenk; nato, ker že proizvaja plastenke, kupi izvir mineralne vode in začne proizvajati brezalkoholne pijače; nato, ker je že na prehrambenem področju, odpre tovarno testenin, in tako naprej. Ta proizvodnik, ki je bil najprej le monopolist neke vrste stroja, postane skupina proizvodnih enot, ki lahko delujejo na zelo različnih področjih. Druži jih samo oseba lastnika, pravzaprav lastnikov, ker gre normalno za delniško družbo. Ko je domači trg nasičen z njenimi proizvodi, ali če so proizvodni pogoji ugodnejši v drugi državi, družba odpre podružnico v tujini in nastane multinacionalka.
Multinacionalke nastanejo vedno kot rezultat visoke koncentracije kapitala. Oblikujejo ga finančne oligarhije, to je združenja, sporazumi in zveze velikih kapitalistov, ki s pretežnim delom proizvodnje na nekem področju gospodarstva države ali večje regije obvladajo tržišče. Multinacionalke so tipičen pojav kapitalizma: čeprav so prve nastale še v sedemnajstem stoletju (holandska Družba Vzhodnih Indij), so na svetovnem tržišču dosegle pravi vzpon v zadnji četrtini 19. stoletja in skozi vse 20. stoletje. Sprva so razne države nastopile proti njim z raznimi zaščitnimi ukrepi, a kmalu je postalo jasno, da so multinacionalke pravi motor državnega gospodarstva, zato so bili ti ukrepi večinoma ukinjeni. Z vključitvijo bančništva v delovanje multinacionalk je bila dosežena popolna dominacija ekonomije in nato politike in vsega družbenega življenja. 
Vzporedno s pojavom in razvojem multinacionalk se je pomembno spremenila oblika konkurence. Dejansko se konkurenca odvija znotraj iste multinacionalke, kjer seveda končni cilj ni izločitev nasprotnika iz proizvodnje, temveč ustalitev prodajne cene na predvideni ravni. Konkurenca med različnimi multinacionalkami seveda obstaja, a prav zaradi obojestranske moči konkurentov, tudi v tem primeru ni govora o odstranitvi enega ali drugega iz tržišča. To pomeni, da je konkurenca v smislu prvotnih pravil kapitalizma dejansko prenehala obstajati. Ustvarili so se pogoli za klasični monopol.

## Načini delovanja monopolov
Prav zaradi omenjene spremembe v pojmovanju konkurence so postale multinacionalke pravi monopolisti, ki na različne načine ustvarjajo Monopolni dobiček, na primer z monopolnimi cenami, s sporazumi o delitvi trga, z omejitvijo proizvodnje, z dogovori o cenah, s patentnimi sporazumi in podobnim. S temi sredstvi lahko pogojujejo celoten družbeni razvoj krajev, držav in regij. Povečujejo se družbena nasprotja, saj je glavni cilj njihovega delovanja lasten dobiček, kar povzroča rast cen ter omejeno izbiro blaga in storitev. 

## Oblike multinacionalk
Multinacionalke se organizirajo na razne načine in se v različnih državah na različne načine prilagodijo lokalni zakonodaji. V ameriškem gospodarstvu so najpogostejše oblike trust, kartel in sindikat, čigar namen je predvsem organizacija prodaje blaga vseh udeležencev, včasih tudi skupno nabavljanje surovin, energije in repromaterialov). Manj poznane oblike so pool, ring, corner, ki so bolj začasne oblike organiziranja; njihov namen je ustvariti pogoje za zadovoljivo rešitev nekega problema ali naloge, ko je to storjeno pa sporazum preneha delovati. 
Evropske multinacionalke so po večini velike delniške družbe s kopico »sodružb« ali povezanih družb, ki so druge delniške družbe (navadno z različno proizvodnjo), čigar kapital je v rokah istih osebkov. Ti osebki, lastniki delnic bodisi glavne družbe kot tudi povezanih družb, so redkokdaj fizične osebe, navadno gre za spet druge delniške družbe. Na ta način je dejanska lastnina razpršena, a ugotovitev fizičnih lastnikov je silno otežkočena. V tem je pa tudi vsa njihova ekonomska in politična moč.

## Omejevanje monopolov
Dokler multinacionalke ne prevzamejo politične premoči, si države po svetu prizadevajo na razne načine omejevati ali prevzeti monopole, ki utegnejo privesti do njihovega nastanka. Najpogosteje uporabijo v te namene sledeče:
- antitrustovsko zakonodajo,
- regulacijo cen,
- zvišanje davkov za monopoliste,
- državno lastništvo podjetij, ...